# Mount McLennan (berg i Antarktis, lat -67,20, long 51,08)
Mount McLennan är ett berg i Antarktis. Det ligger i Östantarktis. Australien gör anspråk på området. Toppen på Mount McLennan är 476 meter över havet.
Terrängen runt Mount McLennan är platt åt sydost, men åt nordväst är den kuperad. Trakten är obefolkad. Det finns inga samhällen i närheten.